# ラ・ジョローナ

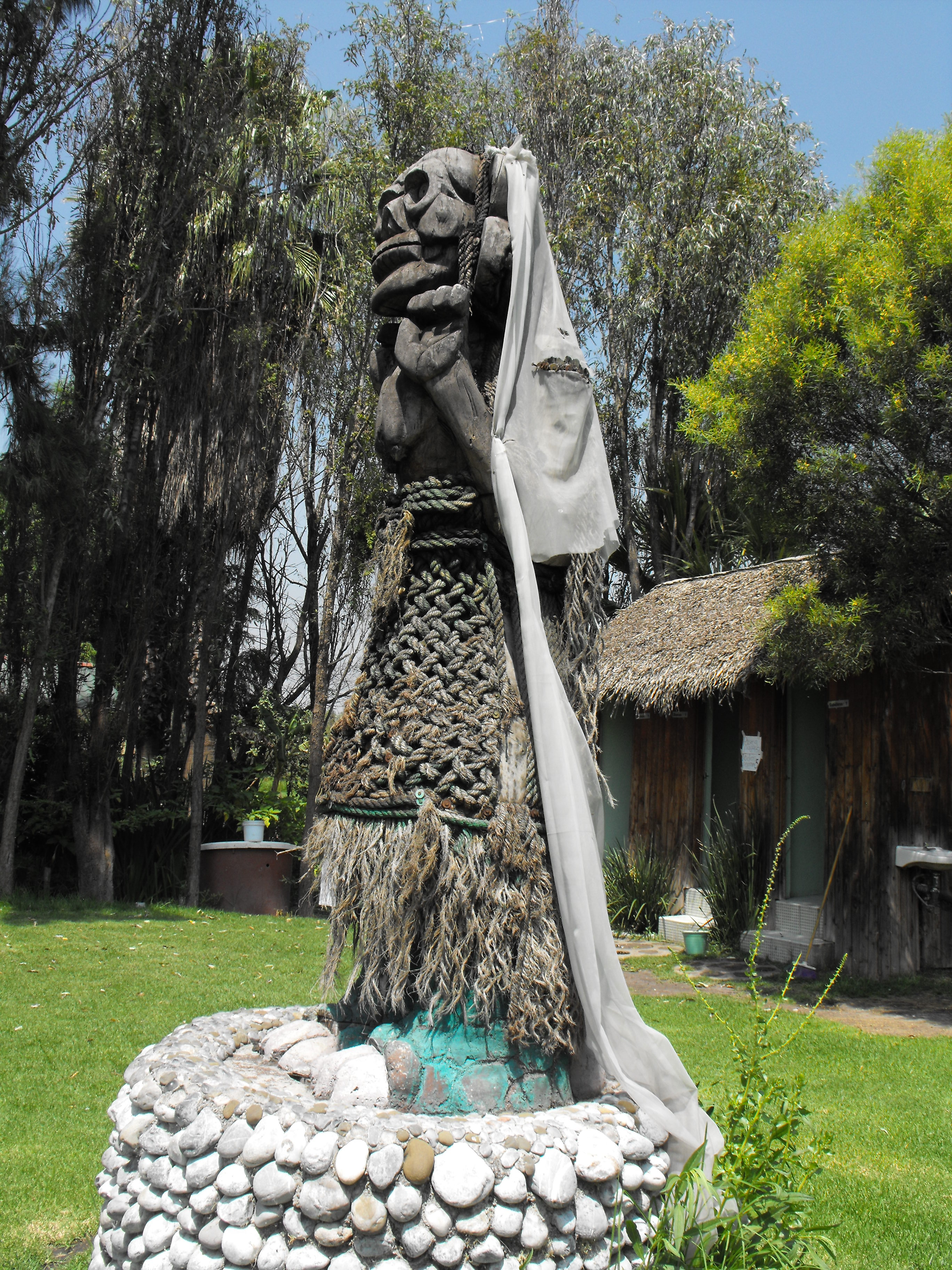
メキシコ、ソチミルコのラ・ジョローナ島の像、2015年

ラ・ジョローナ、ラ・ヨローナ、ラ・リョローナ（「泣き女」の意）は、メキシコに古くから伝わる伝説。白いドレスに身を包んだ髪の長い女性が、自らの子供を求めて水辺を嘆き彷徨うというもの。
アメリカのテキサス、コロラド、カリフォルニア、アリゾナ南部、コスタリカやグアテマラで類似の伝説が確認されている。

## 概要
植民地時代を舞台とし、スペイン人征服者の男性と先住民の女性を登場人物とするのが典型である。先住民の女性が、周囲の反対を押し切り裕福な白人男性と結婚、子供にも恵まれ幸せに暮らしたが、やがて夫は妻に興味を失い家族を捨てる。これに絶望し気が狂った妻は子供たちを殺してしまう。
この伝説には、さまざまなバージョンが存在する。最も有名なものでは、マリアという貧しくも美しい女性が裕福なスペイン人征服者と結婚し、2人の子供を産む。ある日、マリアは夫が別の女性と一緒にいるのを見て、怒りに駆られて子供たちを溺死させる。すぐに後悔し絶望して身を投げるも、死後の世界に入ることができなかった彼女は、子供たちを見つけるまで彷徨い歩くのだという。 
別のバージョンでは、怒りにまかせたとっさの行動ではなく、新しい妻に育てさせようとする父親に連れ去らないように、意図的に子供たちを溺死させる。
叫び彷徨うだけではなく、水辺を歩く子供をさらうラ・ジョローナ像も存在する。この背景にはラ・ジョローナの逸話が、遅い時間に出歩いたり、危険な水辺に近づくことのないように、脅しの意味も込めて親から子供たちに語られてきたという事実がある。
細かい点はそれぞれ異なるものの、どのバージョンにも夜に聞こえる泣き声、白い濡れたドレス、水辺の3点が含まれている。 

## 歴史
この話はアステカ帝国の滅亡に力を貸したとされる原住民の女性マリンチェの逸話と関連付けられることがある。彼女は女奴隷であったが、ナワトル語とスペイン語を話すことができた為、エルナン・コルテスの通訳を務めた。また彼の愛人としてマルティンという息子を残した。第一のメスティーソを生んだ彼女は、現代メキシコ人の母であると同時に、国民的な裏切り者であると見なされている。ラ・ジョローナが、スペインによる植民地化とアステカ帝国の滅亡を導いたマリンチェのメタファーであると言われる。 
また、ラ・ジョローナの存在はアステカの女神であるシワコアトル、コアトリクエとも結びつけられることがある。

## 観光

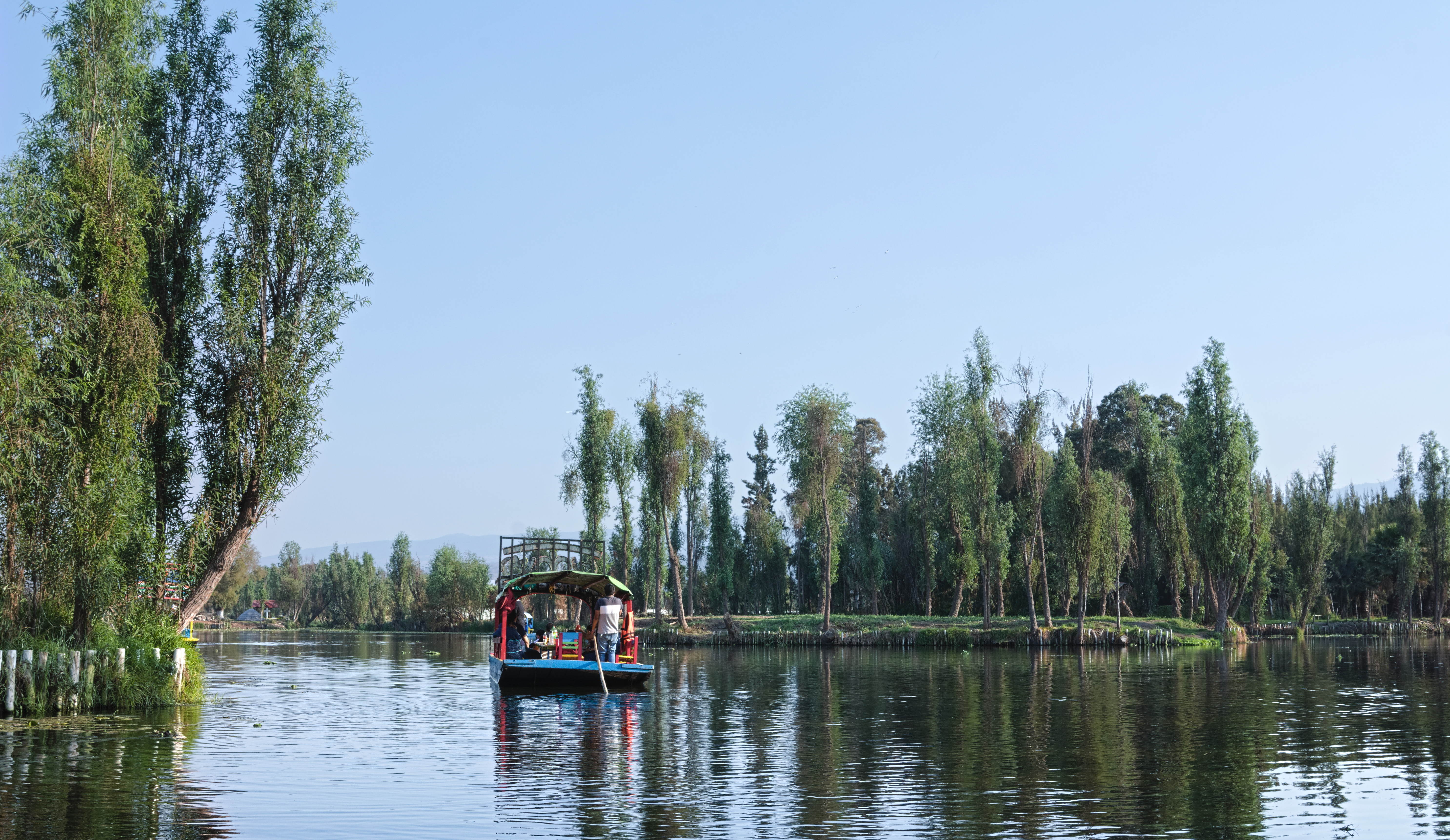
ソチミルコのラ・ジョローナ島

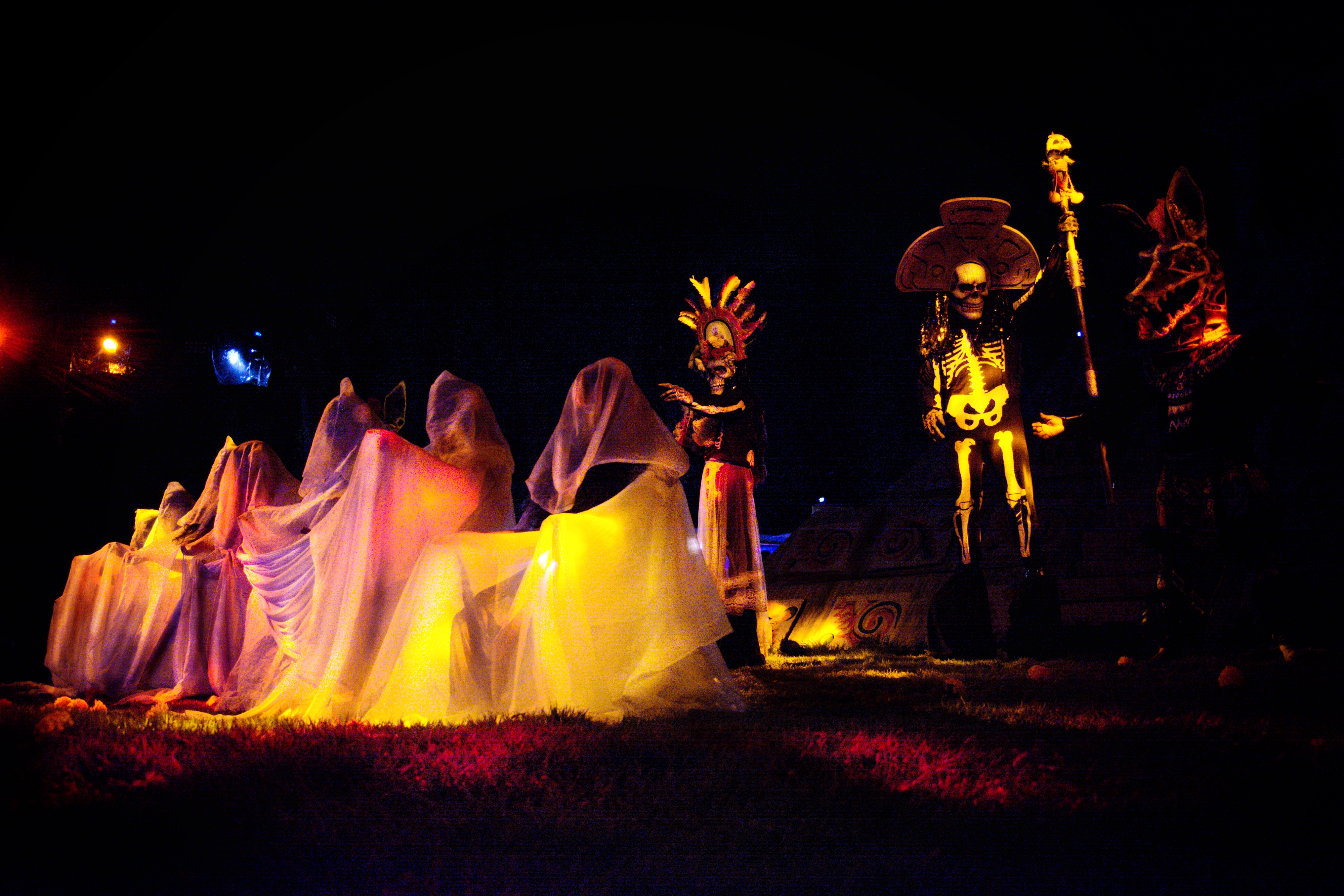
ラ・ジョローナの水上パフォーマンス

メキシコシティ内のソチミルコには ラ・ジョローナの島が存在し、1993年から毎年死者の日に合わせて、音楽と演劇、ダンスから構成される水上パフォーマンスショーが行われている。また、ソチミルコ名物であるカラフルなゴンドラ（トラヒネラ）のツアーも楽しむことができる。

## 音楽
ラ・ジョローナは、1941年にアンドレス・エネストローサによって広められた有名なメキシコの民謡。その後、チャベラ・バルガス、ジョーン・バエズ、ライラ・ダウンズなど、さまざまなミュージシャンにカバーされている。北米のシンガーソングライター、ラサ・デ・セラのデビューアルバム「La Llorona」（1997年）では、クレズマー、ジプシージャズ、メキシコの民族音楽など様々な音楽ジャンルが融合され、スペイン語で歌われた。このアルバムはカナダでプラチナ認定され、1998年のカナダ・ジュノー賞の最優秀グローバル・アーティスト賞を受賞した。
メキシコを舞台にした映画『リメンバー・ミー』では、劇中に主人公ミゲルの高祖母にあたるイメルダが、伝説を元にした『哀しきジョローナ』という曲を歌い上げるシーンが存在する。